# Vigny, Val-d'Oise
Vigny är en kommun i departementet Val-d'Oise i regionen Île-de-France i norra Frankrike. Kommunen ligger i kantonen Vigny som tillhör arrondissementet Pontoise. År 2022 hade Vigny 1 132 invånare.
Orten Vigny har förmodligen anor från antiken, men den är dokumenterad först år 960. Slottet i Vigny uppfördes 1504 av kardinalen Georges d'Amboise.

## Befolkningsutveckling
Antalet invånare i kommunen Vigny
| Referens: INSEE |